# أرق القت الأسود
مَنّ البقول أو مَنّ العدس أو مَنّ اللويباء (الاسم العلمي: Aphis craccivora)، هي حشرة ناهمة من نصفيات الأجنحة وفصيلة المن شائعة الانتشار، لون ثوبها أسود لامع، ورأسها وجوشنها أشد أسودادًا من سائر جسمها. وأرجلها سمر، أما سيقانها فغبراء اللون، ويرقاتها صغيرة القد، وتبدو خضراء اللون ثم تعبق تدريجًيا إلى أن تستقر على اللون البني القاتم. وهو من أضر أنواع الأرق لأنه يعف عن نبات. ويركب جميع نباتات الفصيلة القرنية والقطن والأثل والورد.